# Gilbert Turp
Gilbert Turp est un acteur canadien né en 1957.
Il enseigne la dramaturgie au Conservatoire d'art dramatique de Montréal depuis 1993.
Il est également l'auteur d'un essai sur le théâtre intitulé La Culture en soi.

## Carrière

### Filmographie
- 1982 : Doux aveux : Stépane, fils de Clovis
- 1984 : Crever à 20 ans : Claude
- 1986 : La Guêpe : Marc
- 1998 : 2 secondes : Client pressé
- 2005 : La Dernière Incarnation : Marc-André

### Série télévisée
- 1980 : Boogie-woogie 47 : Gilles Lozeau
- 1984-1988 : Le Parc des braves : Charles St-Pierre
- 1988 : La Cage de Fer
- 1988-1989 : Cocologie : Julien
- 1989-1992 : Tandem
- 1990-1993 : Cormoran : Armand Legris
- 1995-1999 : Les Machos : Dr Patrice Burke
- 1998-2006 : KM/H : Jean-Louis Dubuc
- 2002-2005 : Une grenade avec ça? : Denis Pomerleau
- 2007 : Grande fille : Robert

### Apparitions épisodiques
- 2004 : Il était une fois dans le trouble (série TV) : Homme qui a un problème avec son chat
- Caméra Café (série télévisée) : vendeur d'assurances

## Œuvres
- La Dernière Incarnation, 1993
- Destins entrecroisés, 1994
- La Femme masculine, 1999
- Le Griffon, 2000
- Liberté d'expression, 2002
- Quelle vie de chien, 2005
- La Tête aux genoux, 2005
- Ne t'arrête pas, 2010
- "La Caverne", 2016
- "Le Cas de l'Archipel", 2019